# Jörg Strube
Jörg Strube (* 21. Februar 1971 in Herten) ist ein ehemaliger deutscher Fußballspieler.

## Vereinskarriere
Der beim TV Asberg in der Jugend ab 1982 aktive Abwehrspieler wechselte 1985 im Alter von 14 Jahren in das von Roland Koch geführte Sportinternat des 1. FC Köln. Dort reifte er zum Jugendnationalspieler. 1987 entschied er sich, nach erfolgreichen Werbens seitens Reiner Calmund für einen Wechsel auf die andere Rheinseite zu Bayer 04 Leverkusen. Nach seinen erfolgreichen A-Jugend-Jahren unter Jürgen Gelsdorf (1988 deutscher A-Jugendvizemeister) wurde er dann an den Zweitligisten Rot-Weiss Essen ausgeliehen. Dort gab Strube am 8. Oktober 1989 unter Trainer Hans-Werner Moors beim Heimspiel gegen Fortuna Köln sein Debüt im RWE-Trikot. In der Saison 1990/1991 gehörte Jörg Strube, bereits mit 19 Jahren, an der Seite von Mario Basler, Jürgen Röber, Willi Landgraf, Dirk Helmig, Dirk Pusch, Frank Thommessen, Frank Kurth zur Stammbesetzung und erzielte ein Tor.
Er kam bis zum Ende der Saison 1990/91 auf 42 Pflichtspieleinsätze.
Im Anschluss an seinen Vertrag beendete er aus gesundheitlichen Gründen seine Karriere als Fußballlizenzspieler.

## Jugendnationalmannschaft
Von 1986 an spielte Strube in den Jugendnationalmannschaften des Deutschen Fußball-Bundes (DFB) in der U-16 bis U-20 und nahm u. a. an der U-16-Europameisterschaft 1987 in Frankreich mit Holger Osieck als Trainer, an einem Internationalen Vergleichsturnier der U-18-Nationalmannschaften in Frankreich und am Copa Del Atlantico U20 auf Gran Canaria unter Trainer Hannes Löhr teil. Bis auf die Europameisterschaft der U-16 (ausgeschieden per Losentscheid in der Vorrunde gegen Italien) konnte die DFB-Jugendauswahl beide Turniere mit ihm als feste Größe im Abwehrbereich für sich entscheiden.

## Trainerkarriere
Von 1992 bis 1993 betreute er die C-Jugendkreisauswahl in Moers. 1993 arbeitete er dann im Cosmos Soccer Camp in New York City. Von einer dreijährigen Unterbrechung abgesehen ist Strube seit 1997 hauptberuflich Flugbegleiter bei der Lufthansa.

## Singer/Songwriter
Im Sommer 2011 veröffentlichte Joerg Strube ein Lied mit dem Titel „Let it be me“.
Joerg Strube trat 2025 wieder als Songwriter und Composer in Erscheinung. Er veröffentlichte Pop-Balladen in englischer und brasilianisch-portugiesischer Sprache. Zu seinen Songs zählen u. a. „Let It Be Me (Versão brasileira)“, „Me Dá A Mão“, „As Long As You Are Mine“ und „My Memories“.

## Autorentätigkeit
Im Dezember 2021 veröffentlichte Joerg Strube unter seinem Pseudonym Noah Calhoun ein Buch mit dem Titel „Der Engelsdrache“.